# TRNA (uracile-5-)-metiltransferasi
La tRNA (uracile-5-)-metiltransferasi è un enzima appartenente alla classe delle transferasi, che catalizza la seguente reazione:
S-adenosil-L-metionina + tRNA contenente uridina in posizione 54 ⇄ S-adenosil-L-omocisteina + tRNA contenente ribotimidina in posizione 54
Fino al 25% delle basi di un tRNA maturo sono ipermodificate o ipomodificate. Una modificazione quasi universale è la conversione di U54 (nel TΨC loop) in ribotimidina. Tale modificazione è presente nella maggior parte delle specie note. A differenza di questo enzima, la metilenetetraidrofolato—tRNA-(uracile-5-)-metiltransferasi (ossida il FADH2). numero EC 2.1.1.74, utilizza il 5,10-metilenetetraidrofolato ed il FADH2 per fornire gli atomi necessari alla metilazione di U54.